# Érable noir
Acer nigrum
Espèce
Synonymes
- Acer saccharum subsp. nigrum

Classification APG III (2009)
Répartition géographique
Statut de conservation UICN

 LC  : Préoccupation mineure
L'Érable noir (Acer nigrum), parfois nommé érable à sucre noir, est une espèce de plantes à fleur de la famille des Aceraceae et du genre Acer (érables).
Elle est considérée par certains botanistes comme une sous-espèce de l'Acer saccharum (érable à sucre), sous le nom d’Acer saccharum subsp. nigrum.

## Distribution
Il se trouve surtout dans les plaines assez humides et riches, souvent sur substrat calcaire. On le trouve à l'état naturel dans le Midwest des États-Unis, au sud-est du Canada, autour des grands-lacs et le long du Fleuve Saint-Laurent, jusqu'à Montréal.
Au Québec, son aire de répartition est plus restreinte que celle de l'érable à sucre et se limite au sud-ouest du Québec. On le trouve dans les régions de l’Outaouais, des Laurentides, de Lanaudière, de Montréal, de Laval et de la Montérégie

## Écologie
Il s'agit une essence d'ombre se développant dans des forêts matures. Les jeunes pousses peuvent subsister des années en restant à l'état d'arbrisseau sous une dense canopée laissant passer peu de lumière.

## Description

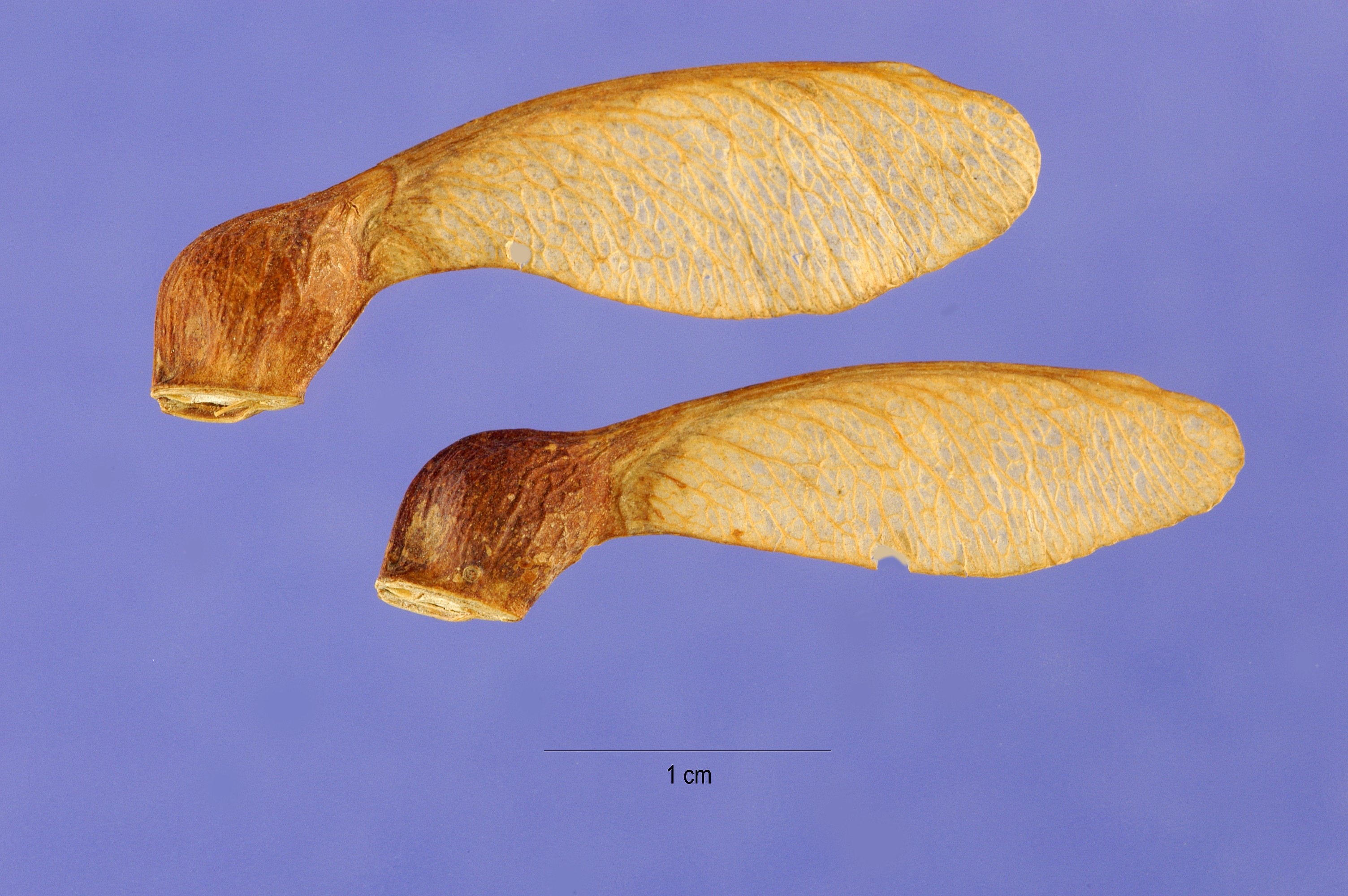
Fruit de l'érable noir

L'érable noir est un arbre caduc atteignant 21 à 34 mètres de haut à l'âge adulte. Il peut atteindre un diamètre de tronc de plus de 100 cm. Certains individus dépassent les 200 ans,.
La feuille est composée de trois ou cinq lobes larges et courts, et le fruit, en forme de disamare (deux samares rapprochées), a des ailes presque parallèles. Une des principales caractéristiques pour le distinguer de l'érable à sucre est la pubescence des feuilles.

En raison du développement urbain et de certaines pratiques forestières, l'érable noir se raréfie de plus en plus.

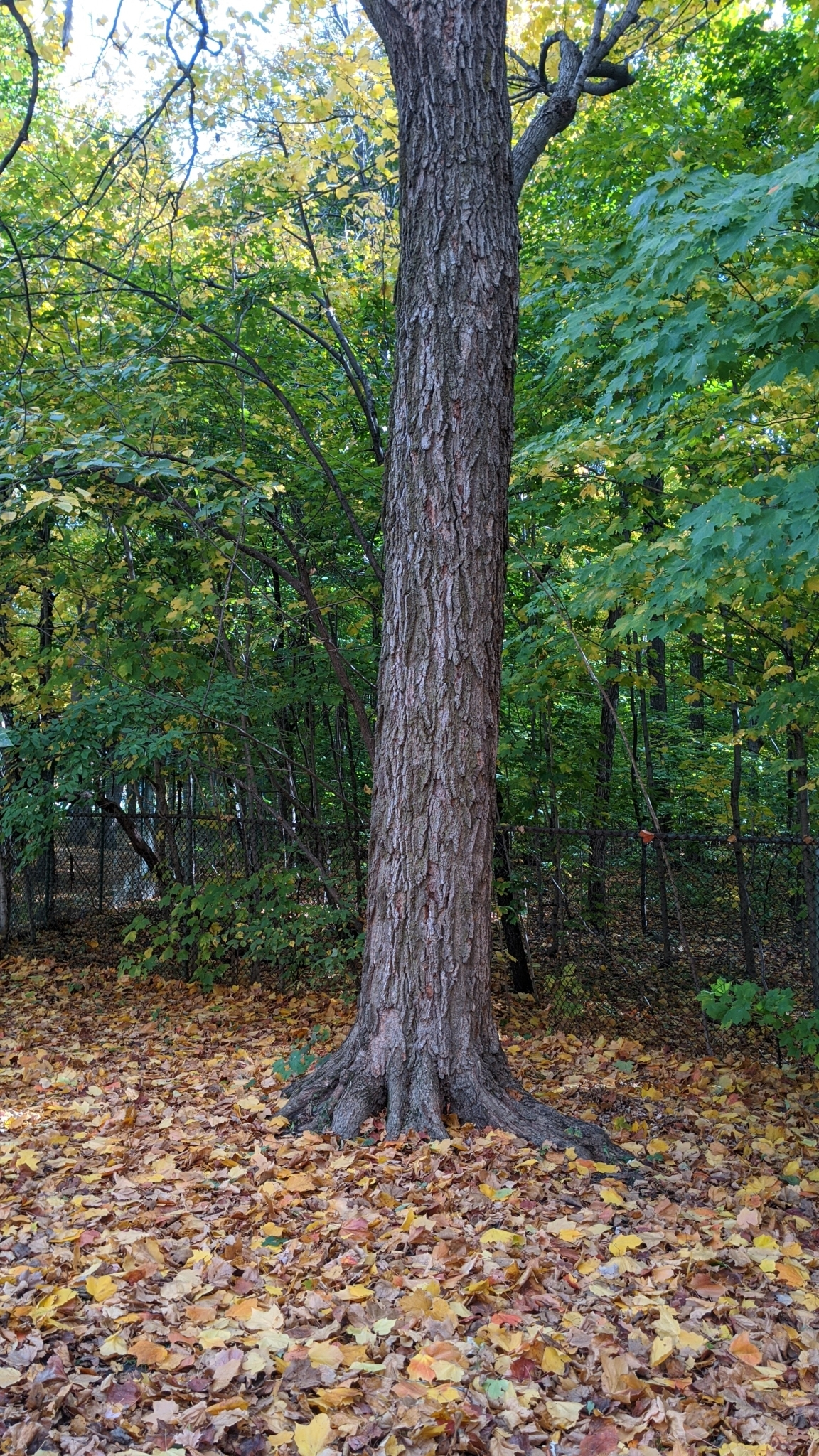
Tronc de l'érable noir
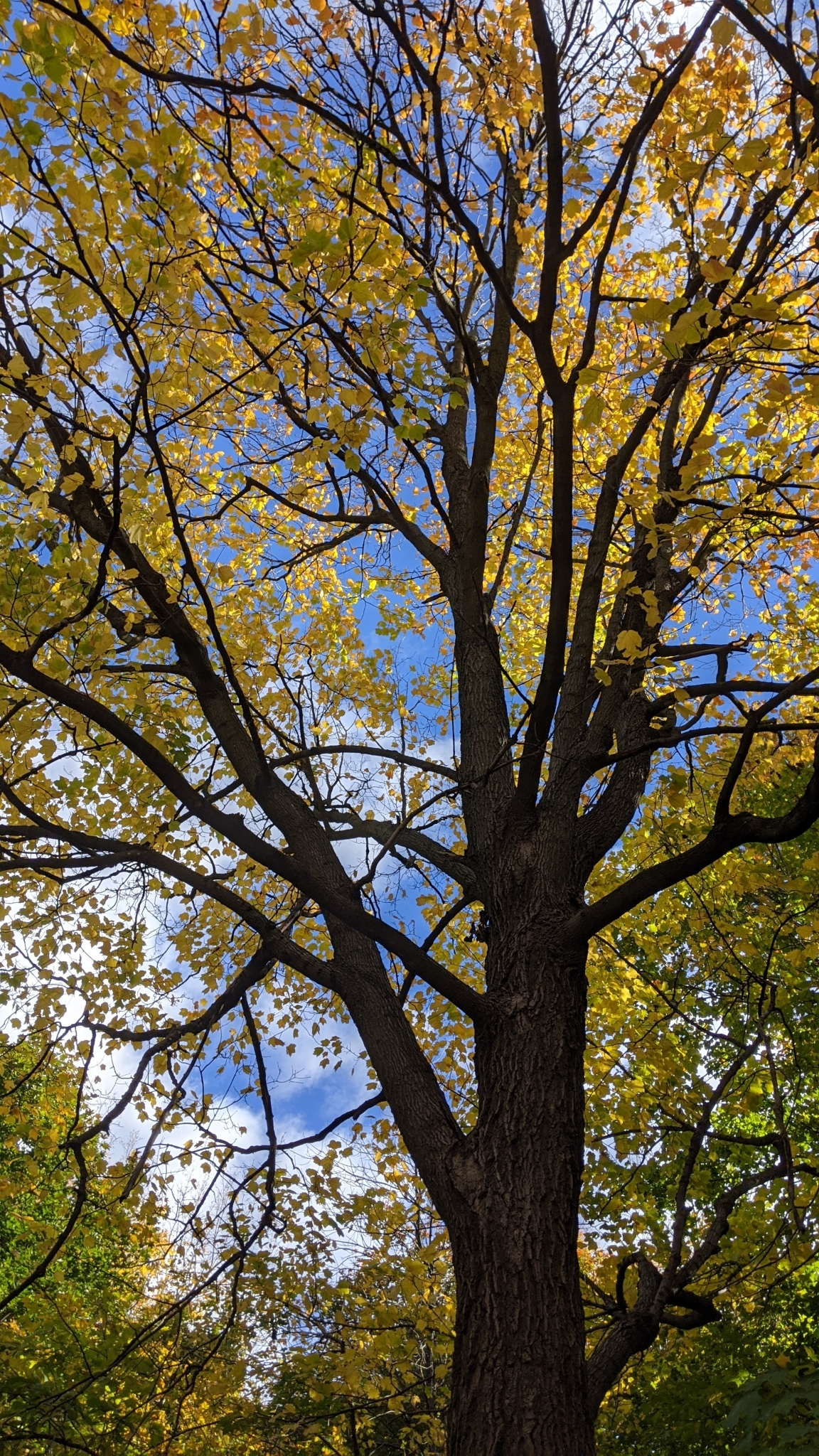
Feuillage d'automne de l'érable noir

## Utilisation
Comme d'autres espèces d'érable d'Amérique du Nord, l'érable noir est entaillé durant le temps des sucres pour extraire l'eau d'érable, qui sera ensuite transformée en sirop d'érable.

## Génétique
L'érable noir peut d'hybrider avec l'érable à sucre. Il en résulte des individus intermédiaires entre les 2 espèces-mères, ce qui rend l'identification encore plus difficile.